# بيغي شو
بيغي شو (بالإنجليزية: Peggy Shaw)‏ هي فنانة أداء وممثلة أمريكية، ولدت في 27 يوليو 1944 في بيلمونت (ماساتشوستس) في الولايات المتحدة.

## وصلات خارجية
- بيغي شو على موقع IMDb (الإنجليزية)